# Pop (Fernsehsendung)
Pop war eine Musiksendung des Südwestfunks und Hessischen Rundfunks, die von 1973 bis 1979 ausgestrahlt wurde. Pro Jahr gab es etwa acht Folgen, deren Titel jeweils mit der aktuellen Jahreszahl versehen wurde: Pop ʼ73, Pop ʼ74, Pop ʼ75, Pop ʼ76, Pop ʼ77, Pop ʼ78 und Pop ʼ79. Sie diente vermutlich als direkter Konkurrent zum Quoten-Garant ZDF-Disco, welcher ein nahezu identisches Showkonzept aufwies.

## Konzept der Sendung
Jede Sendung wurden mind. 10 Interpreten aus dem In- und Ausland vorgestellt. Hierbei wurden Künstler aus dem Pop-/Rock-Kosmos, sowie aus der Schlagerbranche berücksichtigt. Somit war das Verhältnis zwischen deutscher und ausländischer Musik, sowie dem einzelner Genres recht ausgewogen. Die Acts wurden in der Regel mit Vollplayback begleitet, sprich der Interpret sang nicht live.
Neben der Musik gab es eine eigene News-Ecke innerhalb der Sendung, welche über die wichtigsten Musik-Geschehnisse in ganzer Welt berichtete (eine weitere Gemeinsamkeit mit Ilja-Richters-Sendung).

## Moderation
Die Hauptmoderation verantwortete bis 1978 Hans-Jürgen Kliebenstein und ab 1979 übernahm der Schlager-Sänger Volker Lechtenbrink die Show.
Die Moderation der News-Ecke hatten bis 1976 Dagmar Berghoff, 1976 als Nachfolgerin Heidi Vogel und ab 1977 Chris Howland  inne.

## Wiederholungen
2017 wurden die Ausgaben der Jahre 1974–1976 auf dem ARD-Spartensender One erstmals nach Erstausstrahlung wiederholt.
2021 sendete der SWR an einem Tag (5. April 2021) neben zwei ganzen Folgen ein Best-Of des Jahres 1979.